# Monotremata
I monotremi (Monotremata) sono un ordine che comprende i mammiferi viventi più primitivi, ma allo stesso tempo altamente specializzati. È l'unico ordine ancora esistente della sottoclasse dei Prototeri, di cui esistono solo cinque specie ancora in vita.

## Caratteristiche principali
I monotremi sono generalmente conosciuti per le loro caratteristiche primitive, che nell'immaginario collettivo li pongono erroneamente come anello di congiunzione fra mammiferi  e rettili.
Tali animali sono infatti ovipari e non vivipari  come tutti gli altri mammiferi. Il loro sistema di riproduzione è infatti simile a quello dei rettili: depongono uova e le uova possono essere incubate in un nido, come nel caso dell'ornitorinco, oppure in una speciale borsa cutanea, come nel caso dell'echidna. Inoltre, le ghiandole mammarie dei monotremi non sono organizzate in vere mammelle, ma sboccano direttamente in campi ghiandolari.
La temperatura del corpo è minore di quella degli altri mammiferi (circa 32 °C), e solitamente viene diminuita per risparmiare energia.
Negli adulti i denti sono assenti: il muso termina con una sorta di becco. Tuttavia, nei monotremi fossili, così come i giovani ornitorinchi, sono presenti dei molari a tre cuspidi, evoluti indipendentemente dagli altri mammiferi.
Altrettanto indipendentemente si sarebbero evolute le ossa dell'orecchio interno che, nonostante sbocchi alla base della mandibola, sono incorporate nel cranio, a differenza degli altri sinapsidi primitivi dove giacciono nella mandibola stessa. Quest'ultima è configurata differentemente nei monotremi e negli altri mammiferi, sia a livello osseo che a livello muscolare.
Nell'articolazione della spalla sono presenti delle ossa extra (fra cui un'interclavicola, assente negli altri mammiferi). Le zampe sono poste lateralmente al corpo (come nella maggior parte dei rettili), piuttosto che sotto di esso (come negli altri mammiferi).
Nel cinto pettorale sono presenti un paio di epicoracoidi o procoracoidi e un altro paio di ossa coracoidi distinte (come nei rettili). Nella faccia interna delle zampe posteriori dei maschi è presente uno speciale sperone corneo canalicolato, che negli ornitorinchi è connesso ad una ghiandola femorale o crurale, da cui viene secreto un liquido tossico.
Nel cervello (che è invece molto diverso da quello dei rettili e molto simile a quello dei marsupiali) non è presente il corpo calloso, cioè l'insieme delle connessioni nervose che collegano i due emisferi cerebrali.
Il canale intestinale e le vie urogenitali sboccano in una cloaca con un'unica apertura verso l'esterno; da qui il nome monotremi (dal greco monos, "singolo", e trema, "orifizio").

## Tassonomia
Si è soliti considerare i monotremi come un unico ordine: tuttavia, recentemente è stata proposta una nuova classificazione che comprenda due ordini:
- Platypoda (ornitorinco e consimili fossili)
- Tachyglossa (echidne).

Un'altra corrente di pensiero, invece, vorrebbe spostare i monotremi (e conseguentemente i prototeri) al clade di nuova istituzione degli Australosphenida.

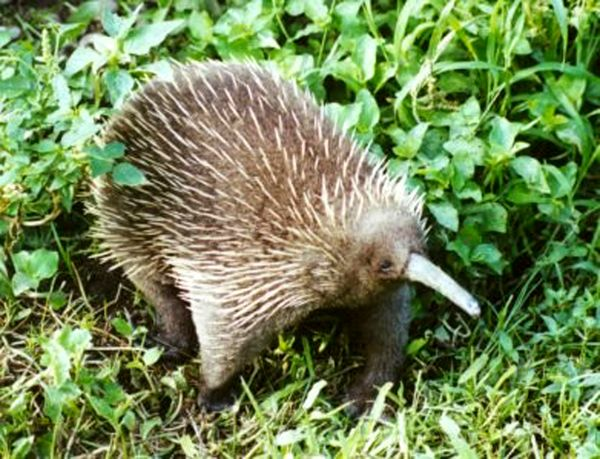
Un esemplare di Zaglossus bruijni

L'attuale proposta classificazione dei monotremi è la seguente:
| Ornithorhynchoidea | \| \| † Opalionidae \| \| \| \| \| \| Ornithorhynchidae \| \| \| \| \| \| Tachyglossidae \| \| \| \| |
|                    | \| \| † Opalionidae \| \| \| \| \| \| Ornithorhynchidae \| \| \| \| \| \| Tachyglossidae \| \| \| \| |
|                    | † Kollikodontidae                                                                                    |
|                    | |
|                    | † Steropodontidae                                                                                    |
|                    | |
|                    | † Teinolophidae                                                                                      |
|                    | |
|                    | † Opalionidae                                                                                        |
|                    | |
|                    | Ornithorhynchidae                                                                                    |
|                    | |
|                    | Tachyglossidae                                                                                       |
|                    | |

|  | † Opalionidae     |
|  |                   |
|  | Ornithorhynchidae |
|  |                   |
|  | Tachyglossidae    |
|  |                   |

- Famiglia Kollikodontidae
  - Genere Kollikodon
    - K. ritchiei
- † Famiglia Steropodontidae
  - † Genere Steropodon
    - † S. galmani

  - † Genere Parvopalus
    - † P. clytiei
- † Famiglia Teinolophidae
  - † Genere Stirtodon
    - † S. elizabethae

  - † Genere Teinolophos
    - † T. trusleri
- Superfamiglia Ornithorhynchoidea
  - † Famiglia Opalionidae
    - † Genere Opalios
      - † O. splendens

  - Famiglia Ornithorhynchidae
    - † Genere Dharragarra
      - † D. aurora

    - † Genere Monotrematum
      - † M. sudamericanum

    - Genere Ornithorhynchus
      - O. anatinus - ornitorinco

    - † Genere Obdurodon
      - † O. dicksoni
      - † O. insignis
      - † O. tharalkooschild

    - † Genere Patagorhynchus
      - † P. pascuali

  - Famiglia Tachyglossidae
    - Genere Zaglossus
      - Z. attenboroughi
      - Z. bartoni
      - Z. bruijni

    - Genere Tachyglossus
      - T. aculeatus - echidna istrice o echidna dal becco corto

    - † Genere Megalibgwilia
      - † M. ramsayi
      - † M. robusta

    - † Genere Murrayglossus
      - † M. hacketti - echidna gigante di Hackett